# Escasez de agua

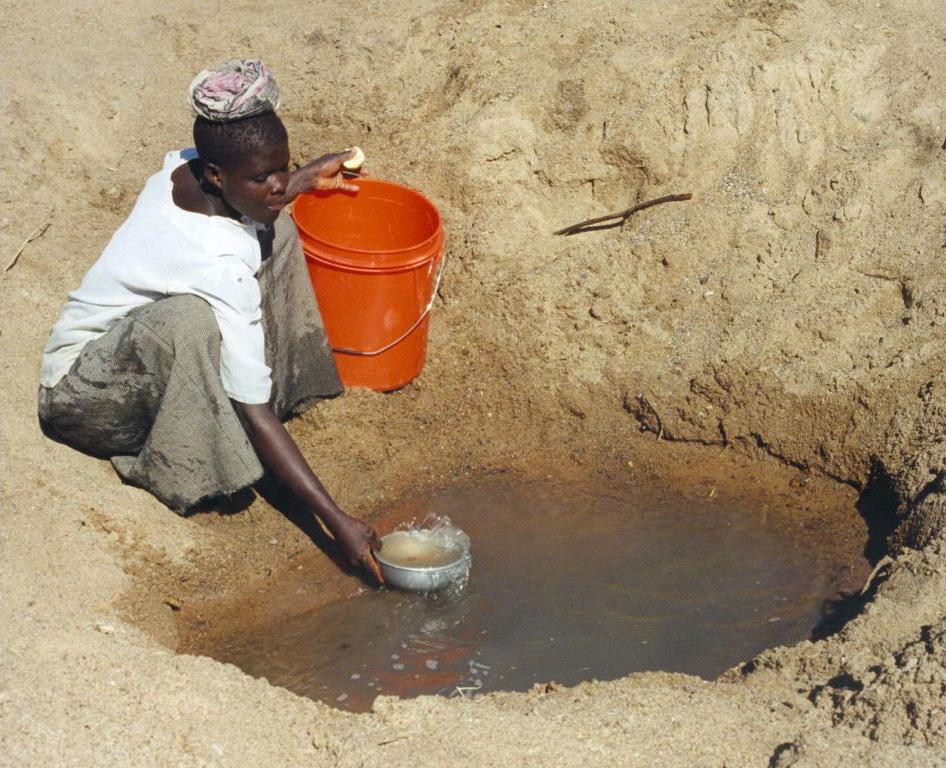
En el distrito Meatu en la región de Shinyanga, Tanzania, a menudo se saca el agua de agujeros abiertos cavados en la arena de los lechos de ríos secos; esta agua está invariablemente contaminada, a menudo por metales pesados como el magnesio y el hierro.

La escasez del agua  se refiere a la falta de suficientes recursos hídricos para satisfacer las demandas de consumo de agua en una región. El problema de la escasez de agua afecta a alrededor de dos mil ochocientos millones de personas en todos los continentes del mundo durante al menos un mes cada año. Más de 1300 millones de personas no tienen acceso a agua potable salubre.
La escasez del agua implica estrés hídrico, déficit hídrico, y crisis hídrica:
- El concepto del estrés hídrico es relativamente nuevo y se refiere a la dificultad de obtener fuentes de agua dulce durante un cierto período, una situación que puede culminar en un mayor deterioro y agotamiento de los recursos hídricos disponibles.[2]
- El déficit hídrico puede ser causado por cambios climáticos tales como patrones climáticos alterados —incluyendo sequías o inundaciones— así como el aumento de la contaminación y el aumento de la demanda humana de agua, incluso su uso excesivo.[3]
- Una crisis hídrica es una situación que se produce cuando la disponibilidad de agua no contaminada dentro de una región es inferior a la demanda de agua en esta región.[4] La escasez de agua está siendo impulsada por dos fenómenos convergentes: el creciente uso de agua dulce y el agotamiento de los recursos de agua dulce disponibles.[5]

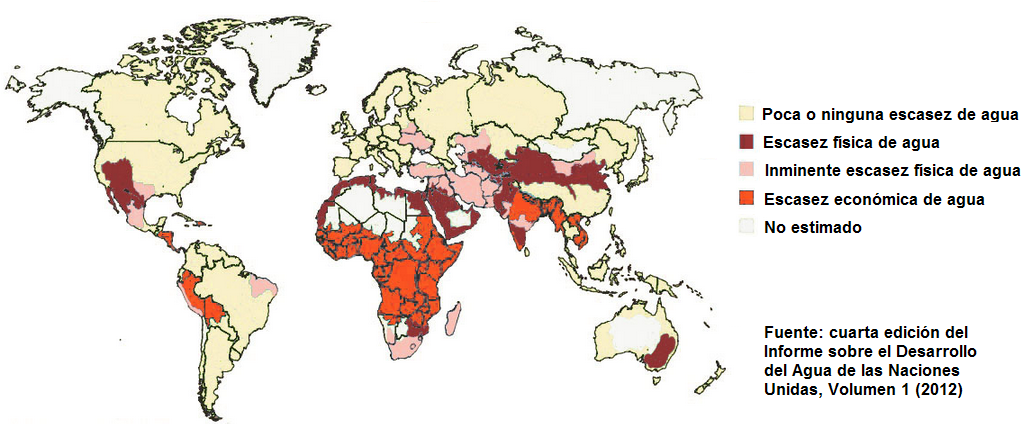
Escasez física y económica de agua por país (2012)

La escasez de agua puede ser el resultado de dos mecanismos: la escasez física (absoluta) de agua y la escasez económica de agua, donde la escasez física de agua es el resultado de la insuficiencia de los recursos naturales de agua para abastecer la demanda de una región, y la escasez económica de agua es el resultado de una mala gestión de los recursos hídricos disponibles. De acuerdo con el Programa de las Naciones Unidas para el Desarrollo, la escasez económica de agua suele ser la principal causa en la mayoría de los países o regiones que experimentan escasez de agua, porque la mayoría de los países o regiones tienen suficiente agua dulce para satisfacer las necesidades de los hogares, así como las necesidades industriales, agrícolas y ambientales, pero carecen de los medios para proporcionarlo en una forma accesible.
La reducción de la escasez de agua es una meta de muchos países y gobiernos. La ONU reconoce la importancia de la reducción del número de personas sin acceso sostenible a saneamiento y agua potable. Los objetivos de Desarrollo del Milenio formulados en la Declaración del Milenio de las Naciones Unidas afirman que para el año 2015 se pretende "reducir a la mitad para 2015 el porcentaje de personas que carecen de acceso sostenible al agua potable y al saneamiento básico."

## Estrés hídrico

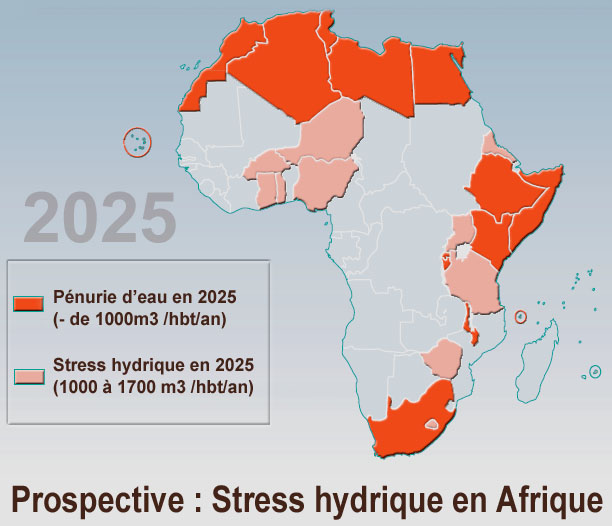
Según estimaciones de ONGs, para el año 2025 se prevé que 26 países africanos sufren de escasez de agua o estrés hídrico.

Se habla de estrés hídrico cuando la demanda de agua es más alta que la cantidad disponible durante un periodo determinado o cuando su uso se ve restringido por su baja calidad.
El estrés hídrico provoca un deterioro de los recursos de agua dulce en términos de cantidad (acuíferos sobreexplotados, ríos secos, etc.) y de calidad (eutrofización, contaminación de la materia orgánica, intrusión salina, etc.).
Las Naciones Unidas estiman que de los 1400 millones de kilómetros cúbicos de agua en la Tierra, tan solo 200 000 kilómetros cúbicos representan agua dulce disponible para el consumo humano.
Más de una de cada seis personas en el mundo se ve afectado por estrés hídrico, lo que significa que no tienen acceso suficiente a agua potable. Los 1100 millones de personas en el mundo que son afectadas por estrés hídrico, viven todas en países en desarrollo. De acuerdo con el índice de estrés hídrico de Falkenmark, se considera que un país o una determinada región experimenta "estrés hídrico" cuando los suministros anuales de agua caen bajo los 1700 metros cúbicos por persona por año. Si el nivel se encuentra entre 1700 y 1000 metros cúbicos por persona por año, se prevé una escasez de agua limitada o periódica. Se considera que un país se enfrenta a una situación de escasez de agua, cuando el nivel cae debajo de 1000 metros cúbicos por persona por año. En 2006, unos 700 millones de personas en 43 países estaban viviendo por debajo del umbral de 1700 metros cúbicos por persona.

### Cambio climático
Existe amplio consenso de que la cantidad total de agua dulce disponible está disminuyendo debido al cambio climático, el cual es responsable del retroceso de los glaciares, y la reducción del caudal de los ríos, lagos y estanques. Muchos acuíferos fueron sobreexplotados y no se recargan suficientemente. Aunque no se agota el suministro total de agua dulce, una parte importante ha sido contaminada, salada, inadecuada o no disponible para el consumo humano, ni para la industria y la agricultura. Para evitar una crisis mundial del agua, los agricultores tendrán que esforzarse por aumentar la productividad para satisfacer las crecientes demandas de alimentos, mientras que la industria y las ciudades tendrán que encontrar maneras de utilizar el agua de manera más eficiente.

## Crisis hídrica
Se considera que existe una crisis hídrica cuando no hay suficiente agua potable para una población determinada. Las Naciones Unidas y otras organizaciones mundiales consideran que la crisis hídrica que afecta a ciertas regiones es tal que forman una preocupación mundial. Organizaciones como la Organización para la Agricultura y la Alimentación, subrayan la importancia de tomar medidas para evitar una crisis hídrica.

### Características
Las principales características de una crisis hídrica incluyen: 
- El acceso insuficiente a agua potable salubre, una problemática que afecta a aproximadamente 884 millones de personas.[16]
- El acceso insuficiente al agua para el saneamiento y la eliminación de residuos, una situación que afecta a 2500 millones de personas.[17]
- El uso excesivo de reservas de agua subterránea, conduciendo a la disminución de rendimientos agropecuarios.[18]
- El uso excesivo y la contaminación de los recursos hídricos, resultando en una reducción de la biodiversidad.
- Conflictos regionales por los escasos recursos hídricos, resultando a veces en conflictos armados.

## Escasez física y económica de agua
Alrededor de un quinto de la población mundial vive actualmente en regiones afectadas por la escasez física de agua, es decir regiones donde no hay suficientes recursos hídricos para satisfacer la demanda de una región o país, incluyendo el agua que se necesita para satisfacer la demanda de los ecosistemas para poder funcionar de manera efectiva. Las regiones áridas con frecuencia sufren de escasez física de agua. La escasez física también puede producirse en regiones donde los recursos hídricos parecen abundantes si estos son sobre-explotados, como por ejemplo cuando existe una demanda excesiva para el riego u otras formas de explotación hídrica. Los síntomas de la escasez física de agua incluyen la degradación del medio ambiente y la disminución de las reservas de agua subterránea.
La escasez económica de agua se debe a una falta de inversión en infraestructura o tecnología para extraer el agua de los ríos, acuíferos y otras fuentes de agua, o por una insuficiente capacidad humana de satisfacer la demanda de agua. Una cuarta parte de la población mundial se ve afectada por la escasez económica de agua. Los síntomas de la escasez económica de agua incluyen la falta de una infraestructura para el abastecimiento de agua salubre. Las personas que no tienen un acceso seguro al agua se ven obligados a recorrer largas distancias en busca de agua, a menudo contaminada, de los ríos para cubrir sus necesidades domésticas y agrícolas. Una parte importante de África sufre de escasez económica de agua; el desarrollo de la infraestructura de agua en estas zonas podría contribuir a la reducción de la pobreza. Condiciones críticas a menudo surgen en las comunidades pobres y sin poder político que viven en un medio ambiente que ya está afectado por condiciones secas.

## El derecho humano al agua
El Comité de Derechos Económicos, Sociales y Culturales de las Naciones Unidas estableció una base de cinco atributos fundamentales para la seguridad hídrica, afirmando que el derecho humano al agua otorga a todos el derecho a suficiente agua salubre que sea accesible y asequible para uso personal y doméstico.

## Medición de la escasez de agua
Actualmente los hidrólogos suelen evaluar la escasez de agua mirando a la ecuación de agua y población, es decir, comparando la cantidad total anual de los recursos hídricos disponibles a la población de un país o región. Un enfoque frecuentemente aplicado para medir la escasez de agua ha sido la de clasificar a los países de acuerdo a la cantidad de recursos anuales de agua disponibles por persona. Por ejemplo, de acuerdo con el índice de estrés hídrico de Falkenmark, se considera que un país o región experimenta "estrés hídrico" cuando los suministros anuales de agua bajan hasta los 1700 metros cúbicos por persona por año. Se puede esperar una escasez periódica o limitada de agua si los niveles bajan entre 1700 y 1000 metros cúbicos por persona por año. Si el suministro de agua cae debajo de los 1000 metros cúbicos por persona por año, el país enfrenta una situación de "escasez de agua".
La FAO afirma que en el año 2025 se estima que 1900 millones de personas vivirán en países o regiones que enfrentan una escasez absoluta de agua, y dos tercios de la población mundial podrían estar en una situacuón de estrés hídrico. El Banco Mundial señala que el cambio climático podría resultar en cambios profundos en los futuros patrones de disponibilidad y uso del agua, lo que podría aumentar los niveles de estrés hídrico y la inseguridad, tanto a escala global como en los sectores que dependen del agua.
Otras formas de medición de la escasez de agua incluyen la evaluación de la cantidad física de agua en la naturaleza, comparando los países con volúmenes menores o mayores de agua disponible. Sin embargo, este método a menudo no logra captar la accesibilidad del recurso hídrico para la población que lo necesite. Otros han relacionado la disponibilidad de agua a la población. 
Otra medición, calculada como parte de una evaluación más amplia de la gestión del agua en el año 2007, tenía como objetivo de relacionar la disponibilidad de agua al uso real del mismo. Por lo tanto, hizo una distinción entre escasez 'física' y 'económica' del agua.